# Ер'ян Сандлер
Ер'ян Сандлер  (швед. Örjan Sandler, 28 вересня 1940) — шведський ковзаняр, олімпійський медаліст.

## Виступи на Олімпіадах
| Олімпіада        | Дисципліна | Місце |
| ---------------- | ---------- | ----- |
| Інсбрук 1964     | 1500 м     | 18    |
| Інсбрук 1964     | 5000 м     | 19    |
| Інсбрук 1964     | 10 000 м   | 17    |
| Гренобль 1968    | 1500 м     | 10    |
| Гренобль 1968    | 5000 м     | 6     |
| Гренобль 1968    | 10 000 м   | 3     |
| Саппоро 1972     | 5000 м     | 14    |
| Саппоро 1972     | 10 000 м   | 15    |
| Інсбрук 1976     | 5000 м     | 8     |
| Інсбрук 1976     | 10 000 м   | 5     |
| Лейк-Плесід 1980 | 10 000 м   | 14    |

## Зовнішні посилання
- Досьє на sport.references.com [Архівовано 17 квітня 2020 у Wayback Machine.]